# Karsten Schneider (Admiral)

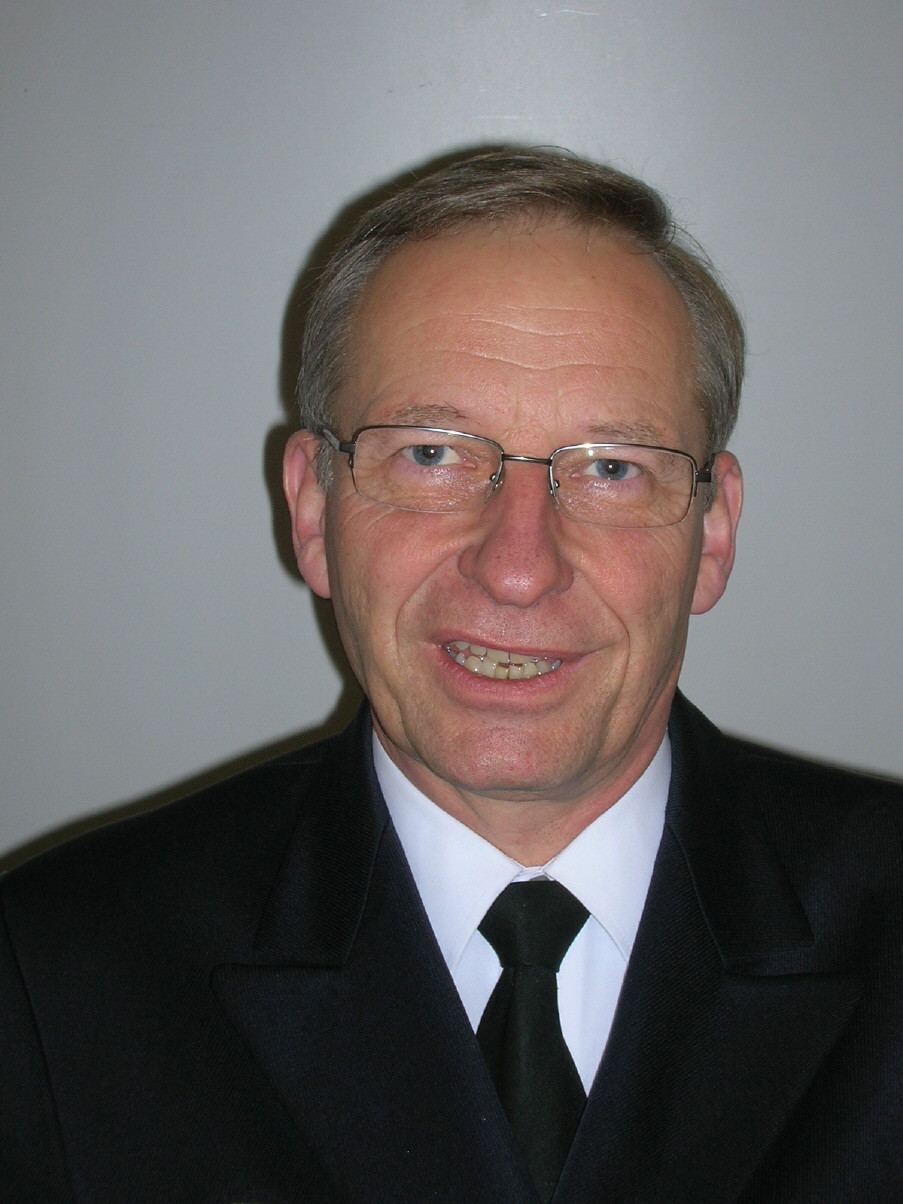
Karsten Schneider (2013)

Karsten Schneider (* 11. Januar 1956 in München) ist ein Konteradmiral a. D. der Deutschen Marine. Er war in letzter Verwendung Chef des Stabes im Marinekommando in Rostock. Seit Juni 2021 ist er Präsident des Deutschen Maritimen Instituts (DMI).

## Militärische Laufbahn
Schneider trat im Juli 1974 in die Bundesmarine ein und absolvierte die Ausbildung zum Offizier an der Marineschule Mürwik, auf dem Segelschulschiff Gorch Fock und dem Schulschiff Deutschland. Ab Oktober 1975 studierte er Wirtschafts- und Organisationswissenschaften an der Helmut-Schmidt-Universität in Hamburg und schloss 1978 als Diplom-Kaufmann ab. Anschließend wurde er Wachoffizier im 5. Schnellbootgeschwader. Von 1982 bis 1984 war er Austauschoffizier in der United States Navy. Von 1985 bis 1987 war er als Kapitänleutnant Kommandant des Schnellboots S-59 Reiher. Darauf folgte eine Tätigkeit als Adjutant des Befehlshabers der Flotte. Von 1989 bis 1991 diente er auf der Fregatte Bremen. Dem schloss sich die Admiralstabsausbildung an der Führungsakademie der Bundeswehr an. 1993 wechselte Schneider als Referent und persönlicher Mitarbeiter beim Abteilungsleiter Außen- und Sicherheitspolitik in das Bundeskanzleramt in Bonn. Von 1995 bis 1997 war er Kommandant der Fregatte Lübeck, mit der er zweimal an der Operation Sharp Guard teilnahm.
Daran schloss sich eine Zeit als Referent im Führungsstab der Streitkräfte im Bundesministerium der Verteidigung in Bonn mit Zuständigkeit für das NATO-Programm Partnerschaft für den Frieden an. 1999 wurde er Referent für die Kommission „Gemeinsame Sicherheit und Zukunft der Bundeswehr“ (Weizsäcker-Kommission). Ab 2000 war Schneider Arbeitsbereichsleiter für Personal, Innere Führung und Ausbildung im Planungsstab des Bundesministers der Verteidigung in Berlin.
Im Sommer 2002 übernahm er das Kommando über das 4. Fregattengeschwader in Wilhelmshaven. Er führte 2003 in dieser Funktion den Deutsch-französischen Marineverband und nahm an der Erkundung im Katastrophengebiet von Banda Aceh nach dem Erdbeben im Indischen Ozean 2004 teil. Im Februar 2005 wechselte er als Referatsleiter in den Führungsstab der Marine, wo er für Konzeptionelle Grundlagen und internationale Zusammenarbeit verantwortlich war. 2008 wurde Schneider Referatsleiter im Führungsstab der Streitkräfte im Aufgabenbereich Konzeption der Bundeswehr / Transformation, eine Aufgabe, die er 2012 als Referatsleiter für Konzeption und Zielbildung in der Abteilung Planung des Bundesministeriums der Verteidigung fortsetzte.

## Dienst als Admiral
Am 1. Oktober 2012 übernahm er die Aufgabe als Direktor Lehrgänge, seit 2016 Direktor Ausbildung, und stellvertretender Kommandeur der Führungsakademie der Bundeswehr in Hamburg. Auf diesem Dienstposten erhielt er auch die Beförderung zum Flottillenadmiral. Diesen Dienstposten übergab Schneider am 27. September 2018 an Oberst i. G. Holger Neumann. Am 1. Oktober 2018 übernahm Schneider von Konteradmiral Thorsten Kähler den Dienstposten als Chef des Stabes im Marinekommando in Rostock. Am 29. September 2020 übergab er diesen Dienstposten an Konteradmiral Frank Martin Lenski und trat nach 46 Dienstjahren in den Ruhestand.

## Ehrenamt
Von April 2013 bis Juni 2018 war Schneider Vorsitzender des Deutschen Maritimen Instituts. Seit Juni 2021 ist er dessen Präsident. In der vom DMI herausgegebenen Fachzeitschrift Marine-Forum kommentiert (und kritisiert) er in unregelmäßigen Abständen die deutsche Sicherheitspolitik.